# Artavasdes I de Atropatena
Artavasdes I (59 a.C. — 20 a.C. (39 anos) [carece de fontes?]) foi um rei de Atropatena.

## Nome
Artavasdes, Artoasdes ou Artabazo (Artabazus) são as formas latinas do armênio Astavasde (em armênio/arménio: Արտաւազդ, Artawazd), que derivou do avéstico Axavasda (Ašavazdah-), "aquele que promove a justiça", através do iraniano antigo *Artavasda (*Artavazdah). Foi registrado em persa médio como *Ardevaste (*Ard-vast), em grego como Artabasdo (Αρτάβασδος, Artábasdos), Artauasdes (Αρταουάσδης, Artaouásdēs), Artabazes (Αρτάβαζης, Artábazēs) e Artabazo (Αρτάβαζος, Artábazos) e em árabe como Artabatus (em árabe: ارتاباتوس).

## Vida
Artavasdes Ele tinha o mesmo nome do rei da Armênia Artavasdes II, seu inimigo.
Ele se aliou com Marco Antônio, casando sua filha Jotapa com Alexandre Hélio, filho de Marco Antônio. Quanto Jotapa foi viver com Antônio, o rei da Média recebeu de Antônio uma parta da Armênia, e depois invadiu a Pártia com ajuda dos romanos, mas quando Antônio chamou de volta seus soldados, ele foi derrotado e capturado, perdendo a Armênia e a Média. Após a vitória de Otaviano sobre Marco Antônio, Otaviano devolveu Jotapa ao rei da Média, que estava vivendo no exílio após a derrota.
Ele foi um dos reis citados pelo imperador Augusto como tendo enviado seus filhos e netos a Roma, não por terem sido conquistados em guerra, mas para conseguir a amizade dos romanos, usando os filhos como provas da amizade. Os outros reis foram Artaxares, rei dos Adiabenos; Dunobelauno e Tim...... dos bretões; Melo dos Sugambros; ....ro dos marcomanos e suevos; e Fraates, filho de Orodes, dos partas.
Artavasdes foi o pai do rei Atavasdes e avô do rei Artavasdes, que foram devolvidos para reinar sobre os medos quando embaixadores os pediram.